# Pentes (Villarino de Conso)
Pentes (llamada oficialmente San Lourenzo de Pentes) es una parroquia del municipio español de Villarino de Conso, en la provincia de Orense, Galicia.

## Toponimia
La parroquia también es conocida por el nombre de San Lorenzo de Pentes.

## Organización territorial
La parroquia está formada por dos entidades de población:
- Venta de La Capilla (A Venda da Capela)(Venta da Capela)
- Venta del Bolaño (A Venda do Bolaño)(Venta do Bolaño)

## Demografía
| Gráfica de evolución demográfica de Pentes entre 2000 y 2023 |
|                                                              |
| Datos según el nomenclátor publicado por el INE.             |